# Sgt. Rock
Sgt. Rock (Sergent Rock ou Sergeant Rock en anglais) est un personnage appartenant à DC Comics. Il est apparu pour la première fois dans Our Army at War vol. 81 en avril 1959 et fut créé par Robert Kanigher et Joe Kubert durant l'Âge d'argent des comics.

## Histoire
Durant la Seconde Guerre mondiale, Sgt. Rock est en opération avec la Easy Company 141e bataillon d'infanterie en Europe. Il abat des avions allemands avec un pistolet mitrailleur Thompson.

## Armes
- Thompson calibre .45 ACP
- Colt M1911
- Grenade

## Partenaires, équipiers
- Canary (instructeur)
- Horace Eustace Canfield Nichols « Bulldozer » (instructeur)
- Easy Company (comics)
- Joe Wall « The Wall »
- Phillip Mason « Ice Cream Soldier »
- Farmer Boy
- The Skipper
- Wee Willie
- Jackie Johnson
- Four-Eyes
- Little Sure-Shot
- Long Round et Short Round
- Joseph Harold Shapiro « Wildman »
- Samuel Gordon « Sunny »
- Sean O'Grady « Hot-Head »
- Worry Wart
- Tag-A-Long Thomas
- Vaughn
- Zack
- Tex « Bazooka Soldier »

### Autres
- Mademoiselle Marie (résistante et espionne française)
- Soldat inconnu

## Apparitions
- Our Army at War, 1959-1977 (DC Comics)
- Sgt. Rock 1977-1988 (DC Comics) d'Adam Kubert et Joe Kubert
- Sgt. Rock Annual vol. 1-4 1983 de Kubert
- Sgt. Rock Special vol. 1-13 (1988-1991)
- Sgt. Rock: The Lost Battalion, vol. 1-6 (2009) mini série de William Tucci
- Sgt. Rock: The Prophecy
- Sgt. Rock: Between Hell And a Hard place (144pg) (Vertigo (DC Comics)) de Brian Azzarello et Joe Kubert
- Showcase present: Sgt. Rock: Vol. 1 & 2 (500 pg) résumé des volumes Our Army at War vol. 118-148

### En français
Première apparition dans Ce magazine est brûlant, publication arédit de 1967, sous le titre Leur dernière carte
- Sgt. Rock - Anthologie 1, 2004, Culture Comics (Édition Soleil Productions)

## Autres médias
Le personnage Sgt. Rock apparaît dans :
- La Ligue des justiciers, voix de Fred Dryer ;
- Sgt. Rock est sortie en figurine jouet Remco en 1983, puis par DC Direct et Art Asylum ;
- DC Universe Online, jeu vidéo ;
- Dans le film Predator, le lieutenant Rick Hawkins lit le comics Sgt. Rock ;
- L'épisode Grand-Père Simpson et le trésor maudit de la saison 7 de la série d'animation Les Simpson rend hommage au Sgt. Rock ;
- Elliott Smith chante le Sgt. Rock dans son morceau Color Bars de l'album Figure 8 ;

## Équipes artistiques
Carmine Infantino, Frank Giacoia, Jerry Grandenetti (en), Irv Novick, Bob Haney, Ross Andru, Mike Esposito, Mort Drucker, Adam Kubert, Joe Kubert, Andy Kubert, Dan Spiegle, Brian Azzarello, Frank Redondo, Kim DeMulder, Tom Mandrake, Jeph Loeb, Ed McGuinness et William Tucci (en).